# Mila (Algieria)
Mila w starożytności Milewe /(łac.) Mileve/ także Mireon – miasto w Algierii, centrum administracyjne prowincji Mila. W 2008 liczyło 69 052 mieszkańców. W późnej starożytności stolica Numidii.

## Historia

### Starożytność
Wymieniona przez Ptolemeusza jako Mileum lub Mireon. Rzymska Colonia Sarnensis Milevitana.

### Stolica kościelnej prowincji Numidii
W IV w. biskupem Milewe był Optat z Mileve (zm. przed 400 r.), który w swych dziełach prostował błędy kościoła donatystów.
W trakcie kontrowersji pelagiańskiej w lecie 416 r. W Milewe zebrało się na synodzie sześćdziesięciu biskupów Numidii. Równolegle w tej samej sprawie odbył się synod biskupów Afryki prokonsularnej w Kartaginie. Biskupi numidyjscy wysłali list do papieża Innocentego I, wskazując na dwa błędy doktryny pelagiańskiej: pogląd o zbędności modlitwy i odrzucenie chrztu dzieci.

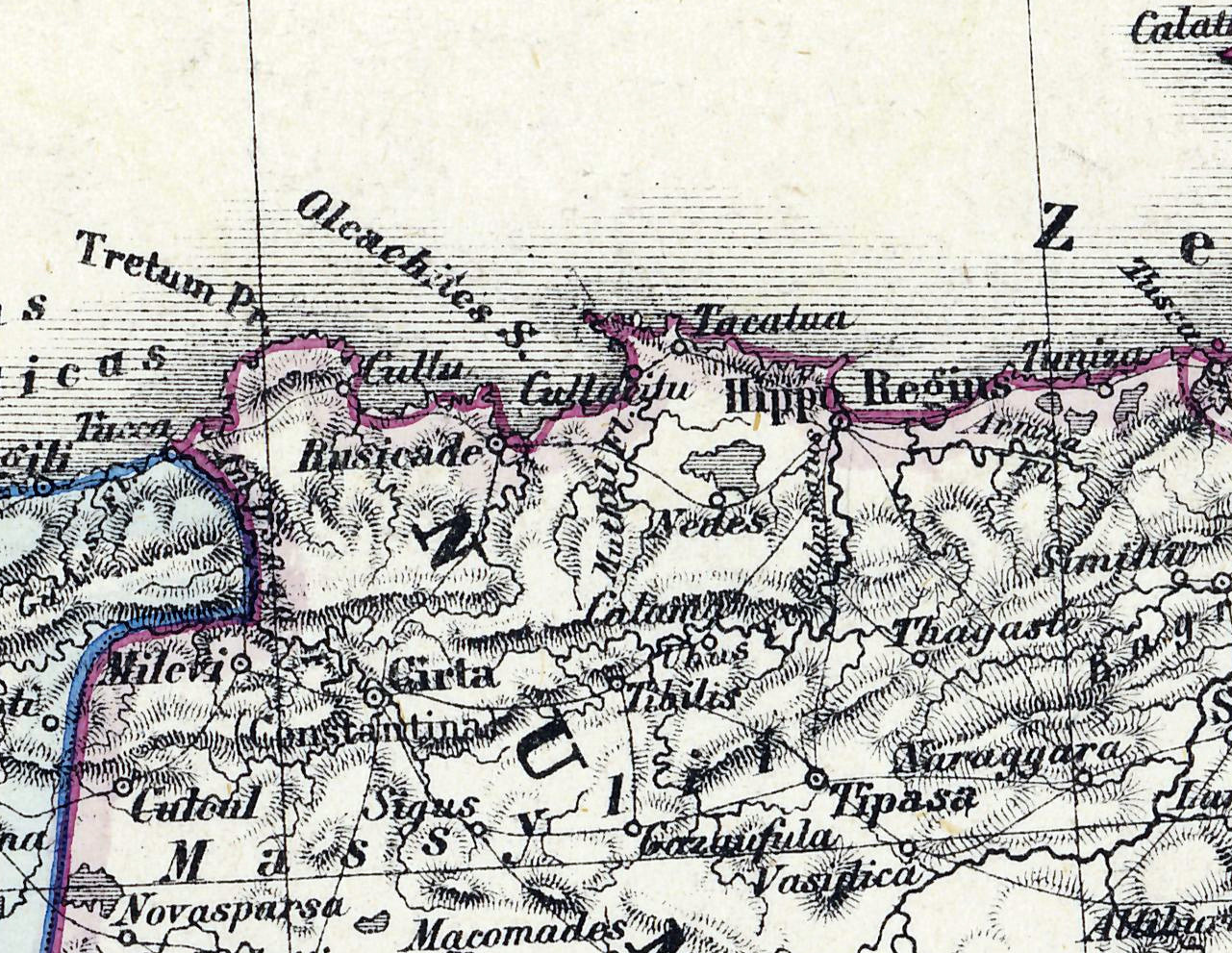
Położenie Milewe (z lewej, oznaczone jako Milevi) w Numidii. W sąsiedztwie miasto portowe Hippo Regius, gdzie biskupem był Augustyn. Atlas Antiquus, H. Kieperta z 1869 r.